# Apollodorei
Gli Apollodorei, contrapposti ai Teodorei, costituirono una delle due scuole di retorica sviluppatesi nella seconda metà del I secolo a.C.
Apollodoro di Pergamo fonda una concezione dell'eloquenza che ritiene che la retorica sia una scienza, pertanto occorre attenersi a regole precise e ad un rigore precettistico nell'elaborazione della "parola".
Nello stile si rifanno alla scuola attica e in campo grammaticale seguono la teoria analogista.
Il modello della tradizione che prediligono è quello delle orazioni lisiane, seguendo un'impostazione stilistica piana, basata sull'essenzialità e sulla precisione.
I principali seguaci delle teorie di Apollodoro furono: Dionigi di Alicarnasso e Cecilio di Calacte.